# ワーナー・バクスター
ワーナー・バクスター（英語: Warner Baxter, 1889年3月29日 - 1951年5月7日）はアメリカ合衆国の映画俳優。1929年、第2回アカデミー賞で主演男優賞を受賞した。

## 経歴
オハイオ州コロンバス生まれ。物心つく前から、非常に貧しいショー・ビジネスの世界に身を置く。9歳になって未亡人となった母親とサンフランシスコに移住。1906年サンフランシスコ地震に遭遇し、彼の一家は2週間の間猛火の中をテント生活をする羽目になる。最初は農業機械のセールスマンで稼いでいたが、趣味の素人劇団からスタートし、第1次世界大戦中による人材不足で、1910年に彼はヴォードヴィルから生計を立て、ブロードウェイでの劇や映画の出演（1914年）が舞い込む。やがて映画専業の俳優となりサイレント映画時代は舞台のキャリアとスマートな口髭がトレードマークの二枚目として多くのメロドラマで人気を博した。
トーキー時代に入ってからも俳優として生き残ったが、どちらかと言えば影の薄い存在であった。その彼がトップ・スターの地位についたのは、西部の無法者「シスコ・キッド」を演じて堂々アカデミー主演男優賞を獲得した1929年の『懐しのアリゾナ』（原作はO・ヘンリーの小説）だった。1933年にはその年で最も稼いだ男優になる。
1930年後半までは、『シスコ・キッド』（1931年）、『アリゾナ怪盗異聞』（1930年）などの西部劇に主演するが、1940年代になると人気は下降した。1943年には出演作はB級映画ばかりになり、神経衰弱で悩む日々が続く。その不運に追い打ちをかけるかのように、今度は強度の関節炎にかかってしまう。耐え難い苦しみから逃れるため、脳の前頭葉を切除するロボトミー手術を受けてまで映画に出続けた が、1951年に肺炎で62歳の生涯を終えた。

## 主な出演作品
- 金色の寝床 The Golden Bed (1925)
- 或る男の一生 The Great Gatsby (1926)
- 懐しのアリゾナ In Old Arizona (1928)
- 熱砂果つるところ Behind That Curtain (1929)
- アリゾナ怪盗異聞 The Arizona Kid (1930)
- シスコ・キッド The Cisco Kid (1931)
- スコオ・マン The Squaw Man (1931)
- 四十二番街 42nd Street (1933)
- 其の夜の真心 Broadway Bill (1934)
- 廻り来る春 One More Spring (1935)
- バーレスクの王様 King of Burlesque (1936)
- 虎鮫島脱獄 The Prisoner of Shark Island (1936)
- ロビン・フッドの復讐 The Robin Hood of El Dorado (1936)
- 永遠の戦場 The Road to Glory (1936)
- 奴隷船 Slave Ship (1937)
- 魔城脱走記 Kidnapped (1938)
- 四人の息子 Adam Had Four Sons (1941)

## 参照
1. ↑  “Warner Baxter, 59, Film Star, Is Dead: Winner of ‘Oscar’ in 1929– Best Known for Cisco Kid and ‘Crime Doctor’ Portrayals”. The New York Times (psychosurgery.org). (1951年5月8日) 2011年11月16日閲覧。